# Senad Hadžifejzović

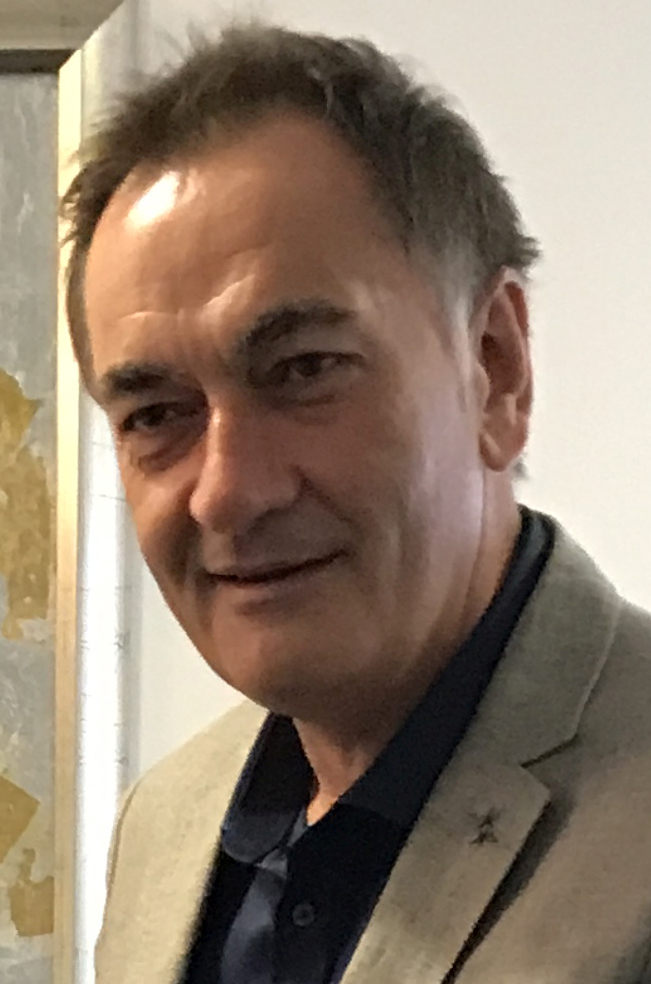
Senad Hadžifejzović (2017)

Senad Hadžifejzović (* 15. Mai 1962 in Sjenica, Jugoslawien) ist ein bosnischer Journalist.
Sein erster Text erschien in der Zeitung im Jahr 1974. Von 1978 bis 1984 arbeitete er für die Belgrader Zeitung Borba, die serbische Jugend-Zeitung NON Belgrad, Radio-202-Index (Belgrad), Radio Sarajevo 202 und Večernje novine (Sarajevo). In dieser kurzen Zeit veröffentlichte er mehr als 800 Texte, Artikel, Berichte und Kommentare. Für verschiedene Radiosender war Hadžifejzović Reporter, Regisseur und Editor. Von 1981 bis 1984 studierte er Journalistik an den Fakultäten für Politische Wissenschaften der Universitäten Belgrad und Sarajevo. 1984 war er der jüngste Absolvent der Universität Sarajevo.
Seinen ersten Vertrag unterzeichnete Hadžifejzović im Jahr 1985 bei Radio Sarajevo, wo er jüngster Radiosprecher wurde. Dort war er auch verantwortlich für die Zusammenarbeit von 52 lokalen Rundfunksendern in Bosnien und Herzegowina.
2002 veröffentlichte Hadžifejzović ein Buch über den Bosnienkrieg (Krieg und Leben) in bosnischer und englischer Sprache. Das Buch ist eine Zusammenstellung von allen Gesprächen, die der Autor über seine Live-Sendungen mit den wichtigsten Akteuren des Krieges in Bosnien und Herzegowina von 1992 bis 1995 zusammenfasste.
Im gleichen Jahr begann Hadžifejzović die Zusammenarbeit mit dem bosnischen Privatsender NTV Hayat, wo er die Tagesschau Centralni Dnevnik moderiert.
| Personendaten    | Personendaten         |
| ---------------- | --------------------- |
| NAME             | Hadžifejzović, Senad  |
| KURZBESCHREIBUNG | bosnischer Journalist |
| GEBURTSDATUM     | 15. Mai 1962          |
| GEBURTSORT       | Sjenica, Jugoslawien  |